# Російська Трудова Народна Партія
Російська Трудова Народна Партія (рос. Русская Трудовая Народная Партия, «РТНП») — колабораціоністська організація, заснована радянськими військовополоненими у роки Другої світової війни.

## Історія
Була створена у вересні 1941 році в таборі для військовополонених офіцерів РСЧА в місті Гаммельбург. Очолив Російську національно-трудову партію колишній військовий прокурор 100-ї стрілецької дивізії РСЧА військовий юрист 3-рангу Семен Мальцев. З німецької боку РНТП курирували офіцер контррозвідки капітан фон Зіверс та зондерфюрер Кох. Загальне керівництво РНТП здійснював Центральний Комітет на чолі з С. А. Мальцевим.
Партія складалася з відділів:
1. Відділ пропаганди — старший лейтенант Сергій Сверчков, колишній артист МХАТу;
2. Розвідувальний відділ — майор А. П. Філіппов;
3. Військовий відділ — генерал Іван Благовєщенський (до листопада 1941 року)[4].

Центр організації знаходився в Берліні, філії були в Німеччині та на окупованих територіях СРСР. 
У листопаді 1941 року начальник військового відділу Російської національно-трудової партії генерал-майором Федір Трухін написав «Положення про військовий відділ РТНП». У ньому йшлося про те, що основною метою цієї організації є боротьба із залишками комунізму та якнайшвидший військовий розгром СРСР для того, щоб почати «будівництво Нової Росії». Члени Російської національно-трудової партії вели агітацію та пропагандистську роботу з розповсюдження цих ідей, та залученню мас в партію та підготовку кадрів для «Російської визвольної Армії» (РОА). 
Цього ж таки листопада 1941 року була опублікована програма партії, яка була розроблена Мальцевим та Сверчковим. Основна мета партії була: 
1. Повалення більшовизму за допомогою німецької армії;
2. Повоєнне відновлення приватної власності;
3. Утворення держави з республікансько-демократичною формою правління.

Восени 1941 року в таборі Гаммельбург були створені 4 комісії для виявлення та перевірки кваліфікації офіцерів, які бажали взяти участь в боротьбі проти СРСР. Комісією було завербовано майже три з половиною тисяч осіб. З цих добровольців генерал-майор Федір Трухін розпочав створювати розвідувально-диверсійні та пропагандистські групи для подальшої закидання в ближні тили РККА. Для цього у місті Вустрау була створена спеціальна школа, яка займалася цим. Школа знаходилася у веденні міністерства по східним територіям Німеччини. Також в місті Борисов знаходилась «Вища німецька школа для російських офіцерів», в яку направлялися члени Російської національно-трудової партії, з числа колишніх офіцерів царської армії та РСЧА.
Відділ пропаганди випускав газету «Шлях Батьківщини».
У червні 1942 року в таборі спалахнула епідемія тифу, яка спричинала численні жертви серед членів РТНП, тому партія була розпущена. У середини 1942 року партія була відроджена та підпорядкована організації «Цепелін» (нім. Unternehmen Zeppelin) 6-го управління Головного управління імперської безпеки (нім. Reichssicherheitshauptamt). Наприкінці липня 1942 року керівництво РТНП «Бюро» складалось з: генерала М. В. Богданов, полковників Петрова, Меандрова, Бродникова, підполковників Никанора Любимова та Шатова. Кількість активних членів РТНП, станом на серпень 1942 року, налічувала 120 осіб. РТНП була розпущена у 1943 році.